# Adolphe-Théodore Brongniart
Adolphe-Théodore Brongniart, född den 14 januari 1801, död den 18 februari 1876, var en fransk botaniker och paleontolog. Han var son till geologen Alexandre Brongniart och sonson till arkitekten Alexandre-Théodore Brongniart. Auktorsnamnet Brongn. kan användas för Adolphe-Théodore Brongniart i samband med ett vetenskapligt namn inom botaniken; se Wikipediaartiklar som länkar till auktorsnamnet.
Brongiarts pionjärarbete på sambandet mellan nu levande arter och utdöda, har givit honom den inofficiella titeln "father of paleobotany". Hans huvudsakliga arbete på fossila plantor var hans Histoire des végétaux fossiles (1828–37). Han skrev också en avhandling på brakvedsväxter (Rhamnaceae), en större växtfamilj, och arbetade på Muséum national d'Histoire naturelle i Paris intill sin död. 
Brongniart var en hängiven och producerande undersökare och efterlämnade en stor samling skrifter och böcker. Så tidigt som 1822 publicerade han en klassificeringsskrift över distributionen av fossila plantor. Denna följdes upp av ett flertal skrifter som huvudsakligen baserades på relationen av existerande och utdöda växter - en forskningslinje som kulminerade i publiceringen av "the Histoire des vegetaux fossiles", som förlänade honom den tidigare nämnda titeln "father of paleobotany". Detta verk bringade, mycket insiktsfullt, ordning i det tidigare kaos runt fossila plantor och dess nu levande släktingar, vilket ledde till banbrytande former till det som senare skulle komma att kallas för paleontologi. Det är av särskilt botaniskt intresse då, tillsammans med Robert Browns upptäckter, taxa Kottepalmer och Barrväxter placerades i den nya gruppen: nakenfröiga växter. 
I verket Histoire des végétaux fossiles var också fokuseringen riktad emot olika geologiska perioder, med formandet av olika geologiska eror, som paleozoikum, vilket skapade begripliga ordningsföljder som förband perioden paleozoikum med  ormbunksväxter; mesozoikum med nakenfröiga växter; kenozoikum med gömfröväxter, ett resultat som, mer fullständigt, etablerades i hans Tableau des genres de végétaux fossiles. Den omfattande historiken blev dock endast en större parentes då: publikationen av ordningsföljden uppdaterades kontinuerligt mellan 1828 och 1837, då den första volymen blev färdigställd. 
Efter det kom endast tre delar av den andra volymen till stånd och Brongniart blev, utan tvekan, överväldigad av omfånget av det påbörjade väldiga arbetet. Förutom dessa mer omfattande verk, var hans mest betydelsefulla insatser inom paleontologin kanske hans observationer över trädstrukturen i karbonperioden, och utdöda plantor relaterade till de levande Lycopodium, samt hans sista genomförda undersökningar som, först postumt, blev fullständigt publicerade 1880. Brogniart blev 1834 medlem av Franska vetenskapsakademin och invalde 1851 som utländsk ledamot av Kungliga Vetenskapsakademien.